# بخش آفتاب
بخش آفتاب یکی از بخش‌های شهرستان تهران در استان تهران ایران است. مرکز بخش روستا آفتاب می‌باشد.

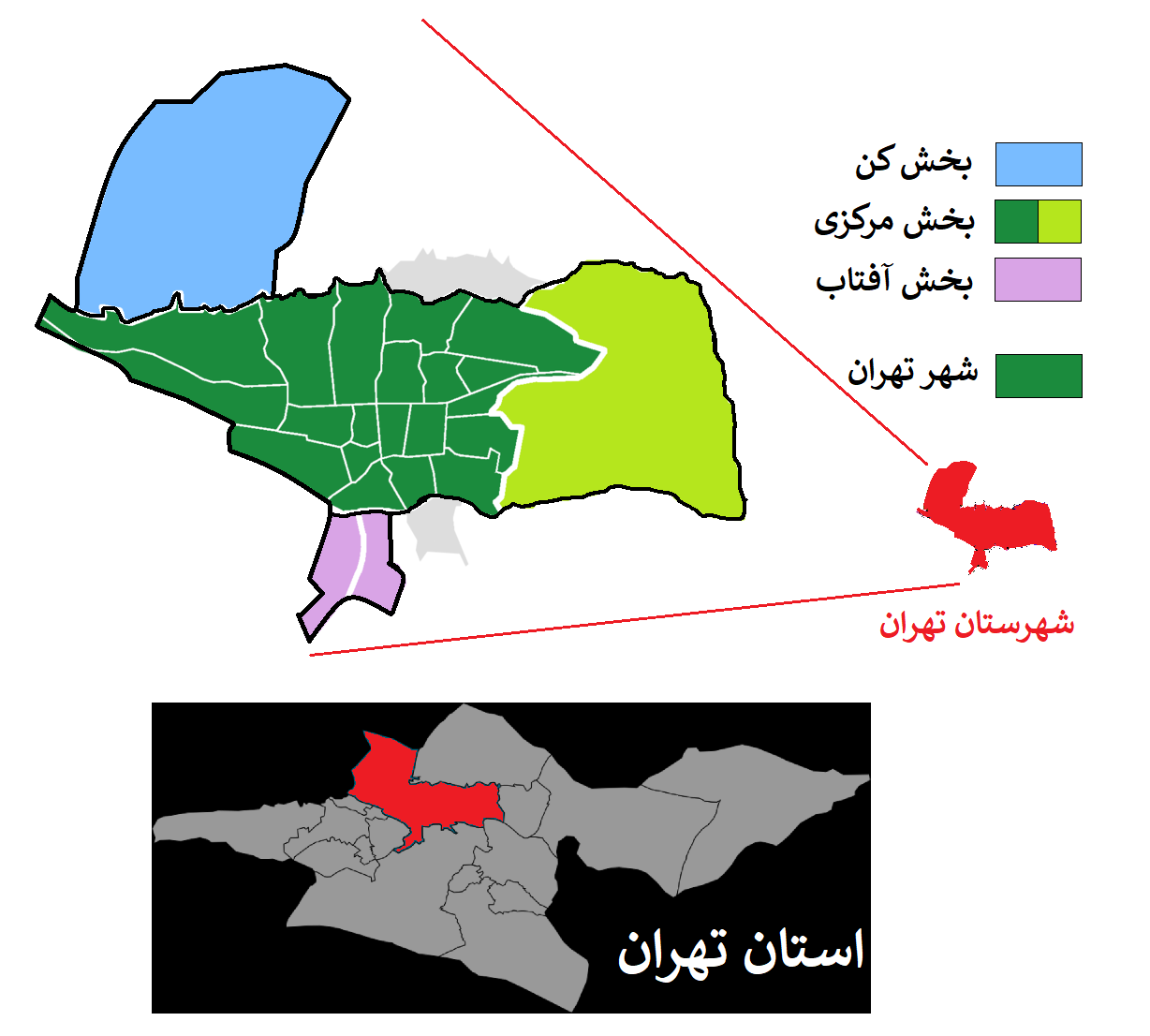

## تقسیمات کشوری
- بخش آفتاب
  - دهستان آفتاب
  - دهستان خلازیر

## جمعیت
بنابر سرشماری مرکز آمار ایران، جمعیت بخش آفتاب شهرستان تهران در سال ۱۳۸۵ برابر با ۲۲۹۱۶ نفر بوده است.